# Tony Chapron
Pour les articles homonymes, voir Chapron.
Tony Chapron, né le 23 avril 1972 à Flers, est un arbitre international français de football.

## Biographie
Tony Chapron passe sa jeunesse entre Flers, où il est né et a étudié au lycée Jean Guéhenno, et Condé-sur-Noireau, où il évolue dans le club de football d'abord comme joueur puis comme arbitre à l'âge de 16 ans. Par la suite, il obtient une licence et un master STAPS ainsi qu'un DEA de sociologie du sport à l'université de Caen. Il est également titulaire d'un DU en arbitrage et sport de haut-niveau de l'université Blaise-Pascal. Enfin, il est l'auteur d'une thèse doctorale (non-soutenue) rédigée sous la direction d'Alain Garrigou, professeur de science politique à l'université de Paris-X-Nanterre. Il n'a jamais travaillé comme policier,. 
Il est licencié depuis toujours au Grenoble Foot 38, malgré la relégation du club en Championnat de France amateur de football (CFA).

### Carrière d'arbitre
Il est nommé arbitre de la fédération en 1996, arbitre de Ligue 1 en 2005, puis arbitre international en 2007. Entre-temps, il a été surveillant au lycée Louis-Liard, à Falaise puis conseiller principal d'éducation dans un lycée de Grenoble. 
Le 20 mai 2009, lors du match Valenciennes-Bordeaux, le Valenciennois Rafaël Schmitz accusera l'arbitre de l'avoir insulté et d'avoir prononcé les phrases : « En seconde période, on va vous enculer » et « Je ferai tout pour que vous descendiez en L2. Les cartons ce soir, c'est pour Valenciennes ». Tony Chapron portera plainte pour diffamation et, après avoir été débouté en première instance, la Cour d'appel de Caen condamnera le président nordiste Francis Decourrière à 1000€ d'amende.
Tony Chapron est régulièrement dénoncé dans les médias pour ses échanges agressifs ou vulgaires avec ses interlocuteurs, comme avec Jérémy Ménez, Cédric Lécluse, François Modesto, Mario Balotelli, Rafik Saïfi, Sébastien Roudet ou encore Didier Deschamps. On lui reproche également une proportion très élevée d'attributions de cartons (757 jaunes et 65 rouges durant sa carrière), d'où le surnom qui lui est fréquemment affublé, « Le Petit Chapron Rouge ».
Le 29 janvier 2015, Tony Chapron a arbitré le derby du Caire du Championnat d'Égypte entre le Zamalek et Al Ahly.
En novembre 2017, il annonce sur l'antenne de TéléGrenoble Isère qu'il met fin à sa carrière d'arbitre à la fin de la saison 2017-2018,.

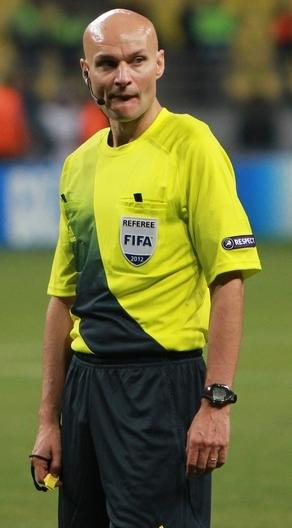
Tony Chapron en 2012

Le 14 janvier 2018, lors du match Nantes-PSG, il tombe devant Diego Carlos qui revenait défendre. Tony Chapron croit que le joueur nantais l'a déstabilisé et lui assène un coup de pied au tibia avant de se relever et de lui donner un deuxième carton jaune entraînant son expulsion. À la suite de ce geste, il est mis en retrait par la FFF et convoqué devant la commission de discipline de la Ligue, qui lui inflige le 1er février une suspension de six mois dont trois avec sursis, sanction jugée beaucoup trop lourde pour le syndicat des arbitres professionnels qui dénonce « la mise à mort d'un arbitre ». Ayant fait appel, il écope finalement d'une sanction alourdie de huit mois de suspension dont deux mois avec sursis infligés par la cour d'appel de la Fédération française de football mettant ainsi fin à sa carrière en Ligue 1.
Cette affaire n'empêche pas ses pairs du syndicat des arbitres du football d'élite (SAFE) de l'élire meilleur arbitre de Ligue 1 pour la saison 2017-2018.
Pour lui rendre hommage, le jeu de fantasy football Mon petit gazon crée en 2018 le bonus "Chapron Rouge" qui permet d'éliminer aléatoirement un joueur du match via un carton rouge,.

### Carrière médiatique
Tony Chapron devient un consultant de l'émission Late Football Club sur Canal+ Sport à partir de la saison 2018-2019. Celui-ci intervient sur les questions liées à l'arbitrage et notamment sur l'assistance vidéo à l'arbitrage ou VAR, tout juste arrivé en Ligue 1.

## Statistiques
(janvier 2022).
Si vous disposez d'ouvrages ou d'articles de référence ou si vous connaissez des sites web de qualité traitant du thème abordé ici, merci de compléter l'article en donnant les références utiles à sa vérifiabilité et en les liant à la section « Notes et références ».

### Distinctions
- Meilleur arbitre de Ligue 1 sur la saison 2017-2018

## Publications
- Tony Chapron avec la collaboration de Patrick Lafayette, Enfin libre ! : Itinéraire d'un arbitre intraitable, Arthaud / Flammarion, 2018, 310 p. (BNF 45619440)

## Documentaire
- Tony Chapron et Jérôme Godard, Dans la tête des hommes en noir, Canal+, 2021.